# Lars-Åke Welander
Lars-Åke Welander, folkbokförd Velander, född 23 maj 1955 i Östersund, en svensk friidrottare (400 m häck). Han tävlade för Östersunds GIF, IF Castor och Västerås IK.

## Fotnoter
1. 1 2  Sveriges befolkning 1990, CD-ROM, Version 1.00, Riksarkivet (2011).